# 大間ジロー
大間 ジロー（おおま ジロー、本名：大間 仁世（おおま ひとせ）、1954年5月14日-　）は、日本のドラマー・音楽プロデューサー。オフコースの元メンバー。通常は通名の「ジロー」を名乗っているが、作詞・作曲のクレジットでは本名の「大間仁世」を名乗っている。カノウプスのドラムセットを使用。身長165cm。

## 人物・来歴
1954年5月14日、秋田県鹿角郡小坂町生まれ。血液型はO型。一人っ子。実家は飲食店を経営し、欲しい物は何でも買ってもらえる裕福な家庭だったという。しかし小学6年の時に父が亡くなり、一転して苦しい生活を強いられるが、大間本人は「苦しいという実感はなかった。きっと母が見えないところで頑張ってくれていたと思う」と語っている。小学校で編成された鼓笛隊で中太鼓のリーダー格だったといい、早くも打楽器への資質を見せていた。中学校に入学すると吹奏楽部でティンパニを演奏する傍ら、ビートルズをきっかけにロックバンドにも興味を持つようになった。秋田県立大館鳳鳴高等学校時代にバンド活動を本格化。主にレッド・ツェッペリンやグランド・ファンク・レイルロードなどのニュー・ロックに傾倒。
高校3年時、秋田では既に名が知られていた同い年の松尾一彦を熱心に誘い、バンド「ザ・ジャネット」を結成。ジャネットをプロデュースしていたのはオフコースのレコーディングディレクターも務めていた東芝EMIの武藤敏史。1974年デビュー。シングル4枚をリリースするが、大成することなく1976年解散。なお、今でも通名として使っている「ジロー」の名はジャネット時代につけられた芸名で、個性派俳優として知られた大辻伺郎に似ていることからこの名になったという。
またジャネット時代には、田辺エージェンシー系列の事務所に所属していた。大間と松尾は、Alfie（現在のTHE ALFEE）の3人とは同期デビュー・同学年であった。
オフコースとの最初の接点は、武藤がよく持ってきた東芝EMIの他アーティストのレコードで、その中にオフコースも含まれていた。大間の最初のオフコースに対する印象は「なんか軟弱そう」だった。しかし、「眠れぬ夜」「ワインの匂い」を聞いた時は「かっこいい」「いい雰囲気出ている」と好印象を持つようになったという。
ジャネット解散後、武藤の紹介でオフコースのレコーディングやライブ演奏を手伝い始める。初めてレコーディングに参加したのは「ひとりで生きてゆければ」。後に松尾もオフコースに加入するが、これは武藤と大間が誘ったもの。1979年8月1日オフコースの正式メンバーになる。1978年頃からは大間のパワフルなドラムソロがオフコースのステージ名物の1つであった。
1989年オフコース解散。その後はドラマーとしてさまざまなアーティストとともに演奏活動をする傍ら、音楽プロデューサーとしても活躍。故郷の秋田県をはじめ、東北地方のさまざまな音楽イベントにも精力的に参加している。
1995年より故郷の秋田を活動拠点とする。1996年4月より、FM秋田『J'S SOUND BOX』（毎週金曜日19:00 - 19:55）のパーソナリティ。
2001年より毎年夏に秋田県八峰町のポンポコ山公園にて行われるアマチュアバンド音楽祭をプロデュース、2008年まで続いた。
2005年4月より毎日新聞秋田版のリレーエッセー「木曜の窓」を1ヵ月半に1度執筆している。寄稿されたエッセーはA.B.Cの公式サイト及び本人の公式サイトでも紹介されている。
物腰が柔らかく、人当たりが良い反面、音楽に対しては妥協せず、オフコース時代も先輩であっても問題と思う箇所は遠慮なく指摘していたという。このこともあって、今もA.B.Cなどで一緒に活動している清水仁は冗談交じりに「大間先生」とよく呼ぶ。
オフコースのファンが今なお数多いことを好意的に受け止めている。2003年にはA.B.Cの一員としてオフコースのコピー演奏を楽しむファンたちとセッション演奏を楽しむイベントに参加。2006年11月23日にはラゾーナ川崎内のライブホール「ラゾーナ川崎プラザソル」にてオフコースコピーバンドのライブイベントを自らプロデュースした。
また、大間の呼びかけで2003年に津軽三味線＆打楽器ユニット「天地人」が誕生する。 「黒澤博幸の奏でるメロディーラインに突き抜けたものを感じ、彼の持っている凄みに惚れました。大沢しのぶにもひとつのことをやり続けてきた深みがある」 若手の才能を引っ張りだした大間は"本気"で「天地人」の活動を行っている。「オフコースが解散して20年。これからは、21世紀型のエゴのない自然と調和した新しい音楽にチャレンジし、もうひとつの新しく大きな山を越えて行きたい」と語る。 「天と地。その上で人は生かされている。地水火風空。そして人。それぞれのエネルギーが調和する北東北に生まれ育ったルーツを大切にしながら独創的な音を紡ぎだす。そして刹那を生きる。今を懸命に、誠を尽くして生きる。"生かされている"という感謝を音楽を通して表現していきたい」 光と影、陰と陽、静と動など、相対するふたつの事柄の調和が「天地人」のコンセプトだと大間は言う。 「天地人は即興のユニットです。インプロビゼーションだからこそ、BGMではないメッセージを伝えることができる。北東北育ちの我々は精神的バックボーンが同じです。同じスピリチュアリティを軸にして活動しています。私たちの精神を通じて生まれる音が天と地をつなぎ、ライブをする場所に自然界の"気"を入れ、場のエネルギーを整えることができれば、と思います。これまでも天地人は"元気をもらえるバンド"と言われてきました。私たちの音から生きる力を感じていただけるのは、嬉しいことです。若いメンバーと、また自然と調和しつつ、いつも幸せな笑顔をたたえていたいですね。そして、音楽を通じて皆さんのお役に立たせていただければ、と思います」。2016年からSoul & Beat TEN-CHI-JIN と名義を変更し、国内外で精力的に活動を継続中。

## 参加ユニット
- A.B.C.

元オフコースの清水仁、松尾一彦とともに1999年に結成。自らの音楽の原点であるビートルズをアコースティックにやってみようというコンセプトで活動している。大間はドラムのほかカホンも演奏している。2000年11月に1枚目のアルバム、2003年12月に2枚目のアルバムをリリース。
- Soul & Beat TEN-CHI-JIN (天地人)

大間ジローをリーダーに、大館曲げわっぱ太鼓を率いる大沢しのぶ、津軽三味線の第一人者、黒澤博幸が結成したユニット。2003年より活動をスタート。東北を中心にライブ活動を続け、2008年9月、初のシングルCD『Human Being』をリリース。2009年より「Soul & Beat Unit 天地人」として東北、東京など日本各地で活動。ドラム、和太鼓、津軽三味線をベースに、ジャズとロックと民謡を融合させたダイナミックなサウンドを発信するというコンセプトで活動している。2016年秋より「Soul & Beat TEN-CHI-JIN」と表記を改新した

## 音楽作品
オフコース時代の作品はオフコースの項を参照。

### シングル
- 同じ空の下 同じ風に吹かれて（2006年、omajiro.mac）
- 手紙 / 大間ひとせ（大間ジロー) (2019.5.14)
- 風が強く吹いていた / 大間ジロー(2020.4.4)

## 出演番組
- 地元の人が教える!2泊3日の旅（第14話「オフコース同級生メンバーの角館・男鹿・能代、味巡り」、旅チャンネル）
- クイズ!脳ベルSHOW（解答者、2019年3月4日・3月5日、BSフジ）
- 大間ジローJ's NEXT（2019年6月5日 - 、FM秋田）